# District de Hoan Kiem
Hoàn Kiếm est un district urbain (quận) de Hanoï  au  Viêt Nam.

## Description
Son nom vient du Lac Hoàn Kiếm.
L'arrondissement de Hoàn Kiếm est le centre ville de Hanoï. 
La majorité des plus grands organismes publics et les sièges des banques y sont situées.
On y trouve aussi beaucoup de lieux touristiques d’Hanoï comme le vieux quartier, l'opéra de Hanoï, le musée national d'histoire vietnamienne ou le  théâtre de marionnettes sur l'eau.
Les bureaux gouvernementaux sont plutôt situés dans l'arrondissement de Ba Đình (appelé aussi le quartier français).

## Lieux et monuments
Le district a une architecture ancienne très riche:
- Opéra de Hanoï
- Hôtel Métropole
- Temple Ngoc Son
- Tour de la Tortue
- Musée national d'histoire vietnamienne
- Cathédrale Saint-Joseph
- Séminaire Saint-Joseph
- Lycée Albert-Sarraut
- Grand Palais
- Palais du Tonkin
- l'Université indochinoise
- Le marché Đồng Xuân

## Galerie

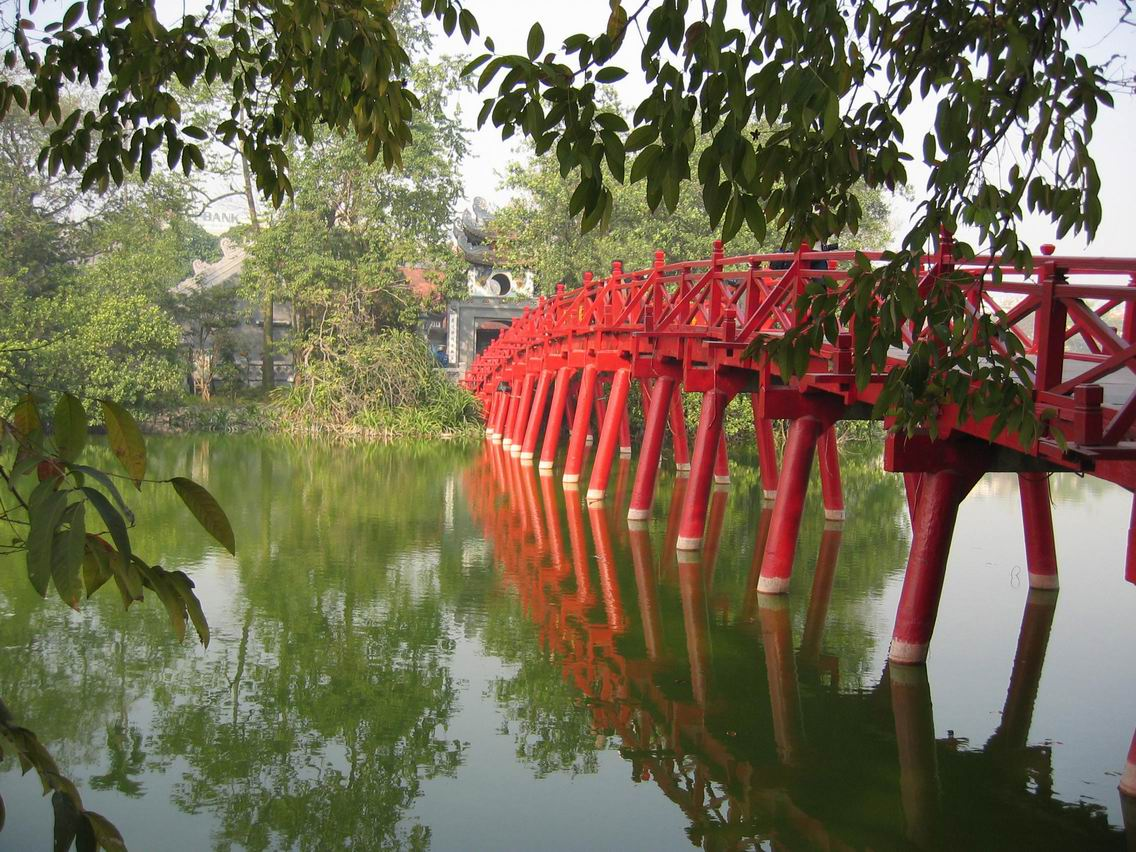
Le pont Thê Húc sur le lac Hoàn Kiếm.
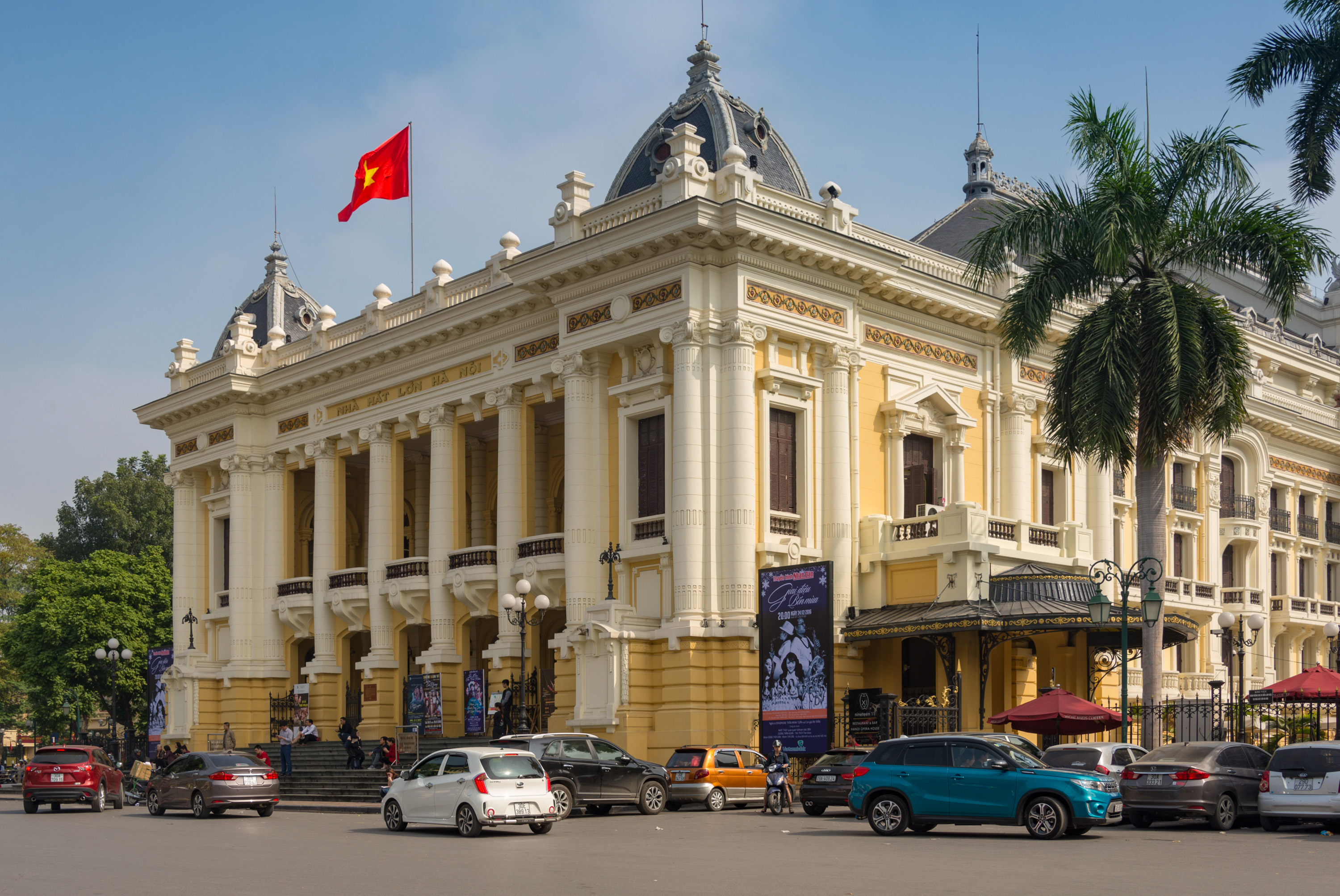
L'Opéra de Hanoï
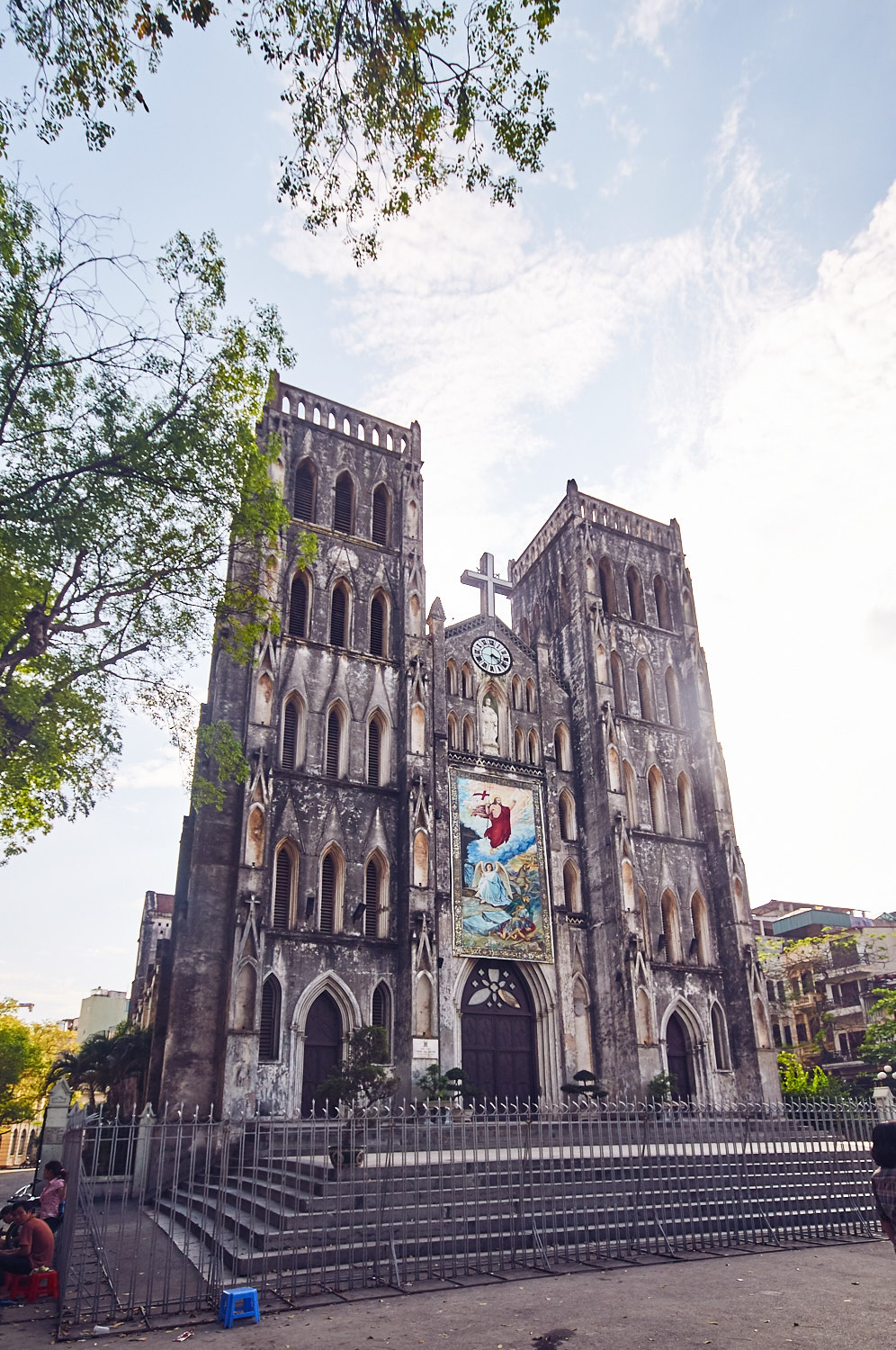
La cathédrale Saint-Joseph [3].
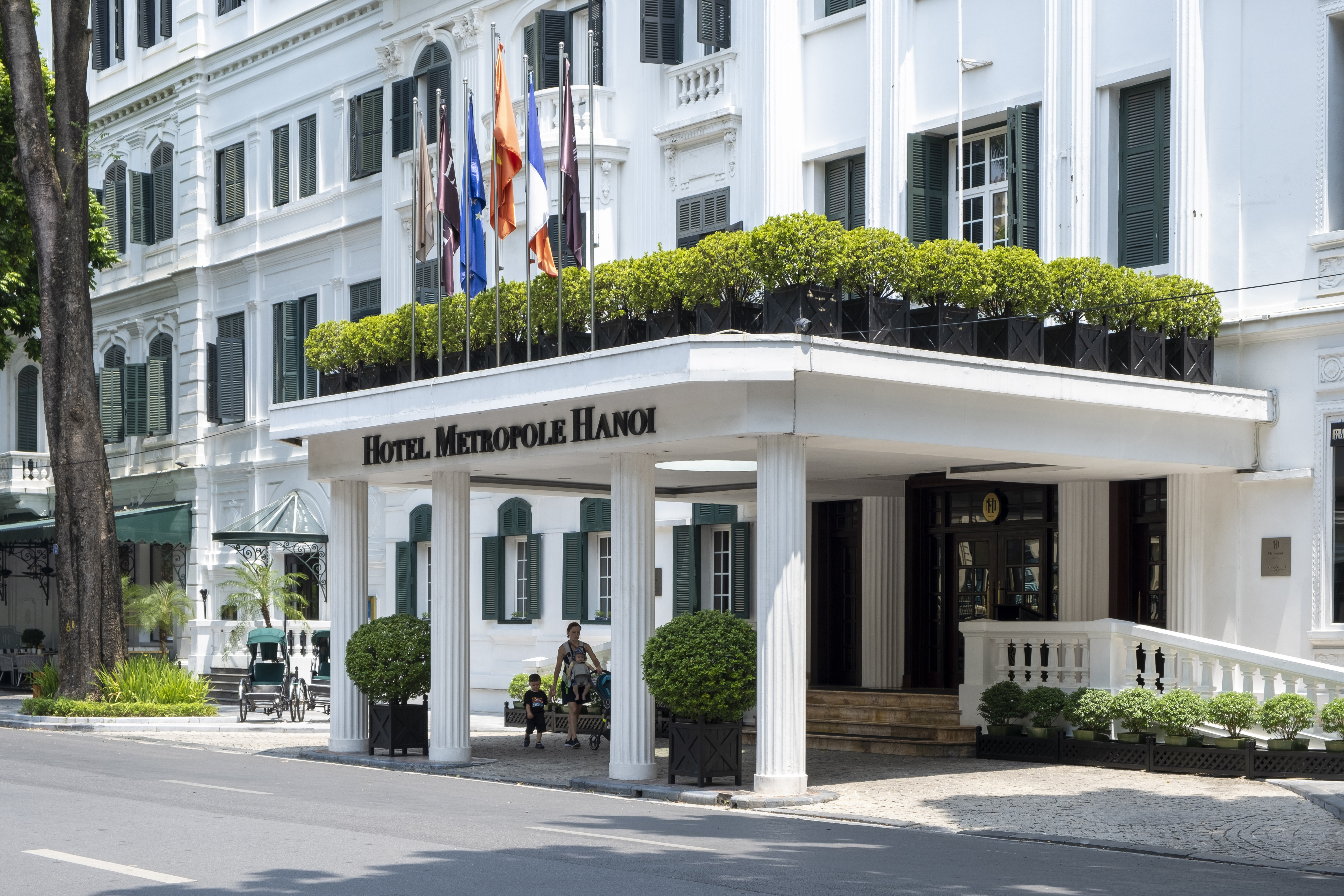
l'Hôtel Métropole.
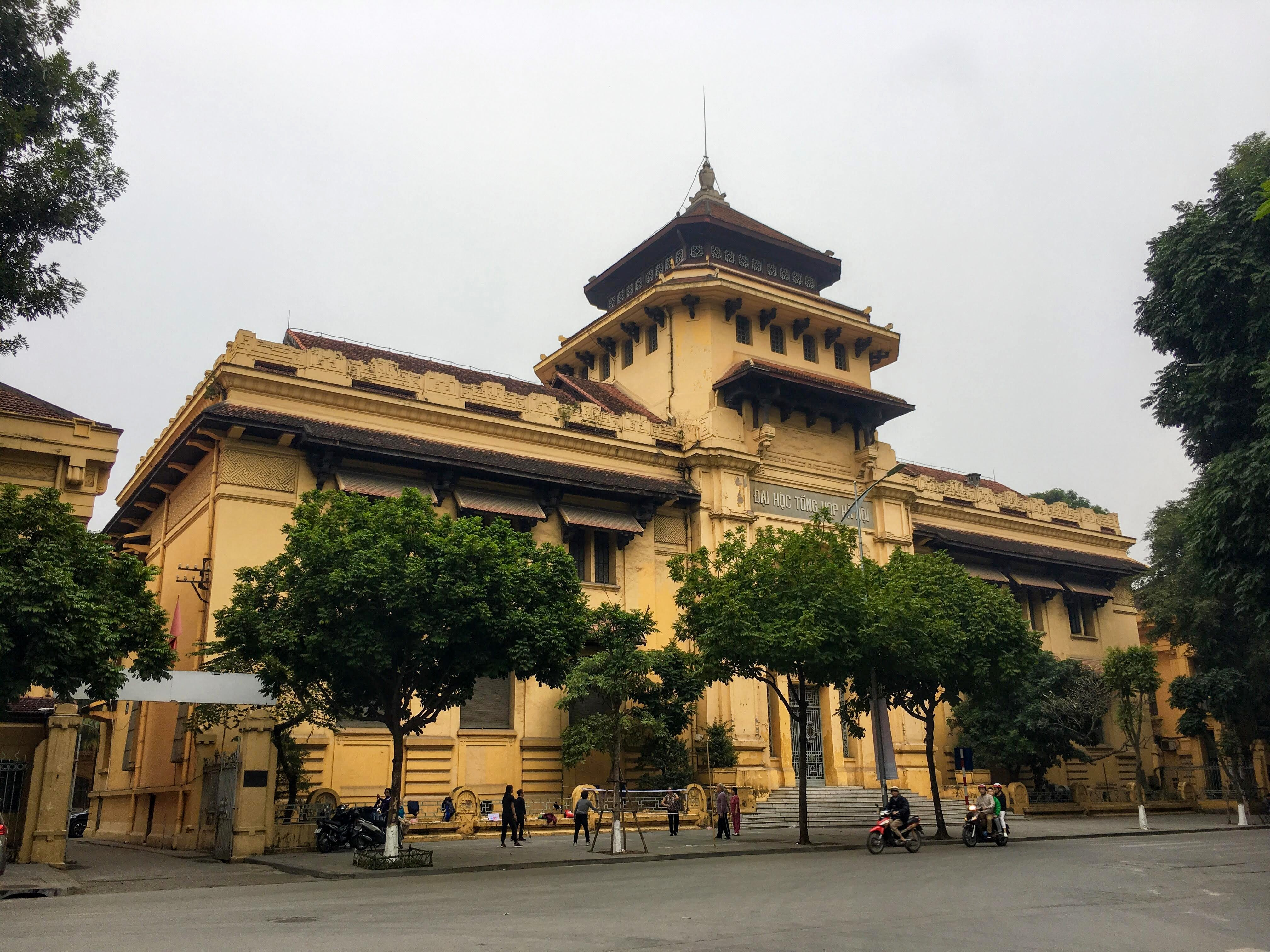
l'École de Médecine de l’Indochine.
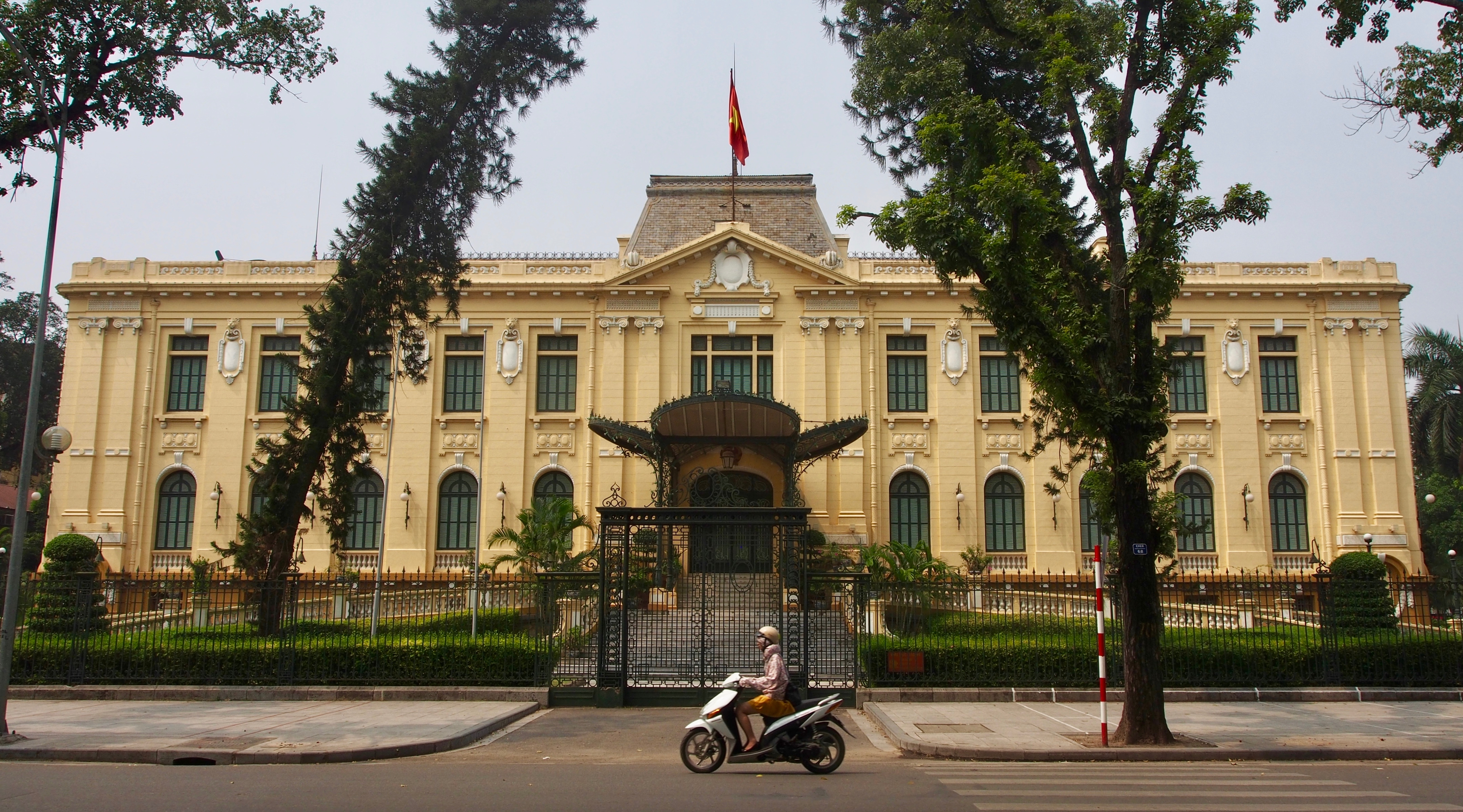
Palais du Tonkin[4].
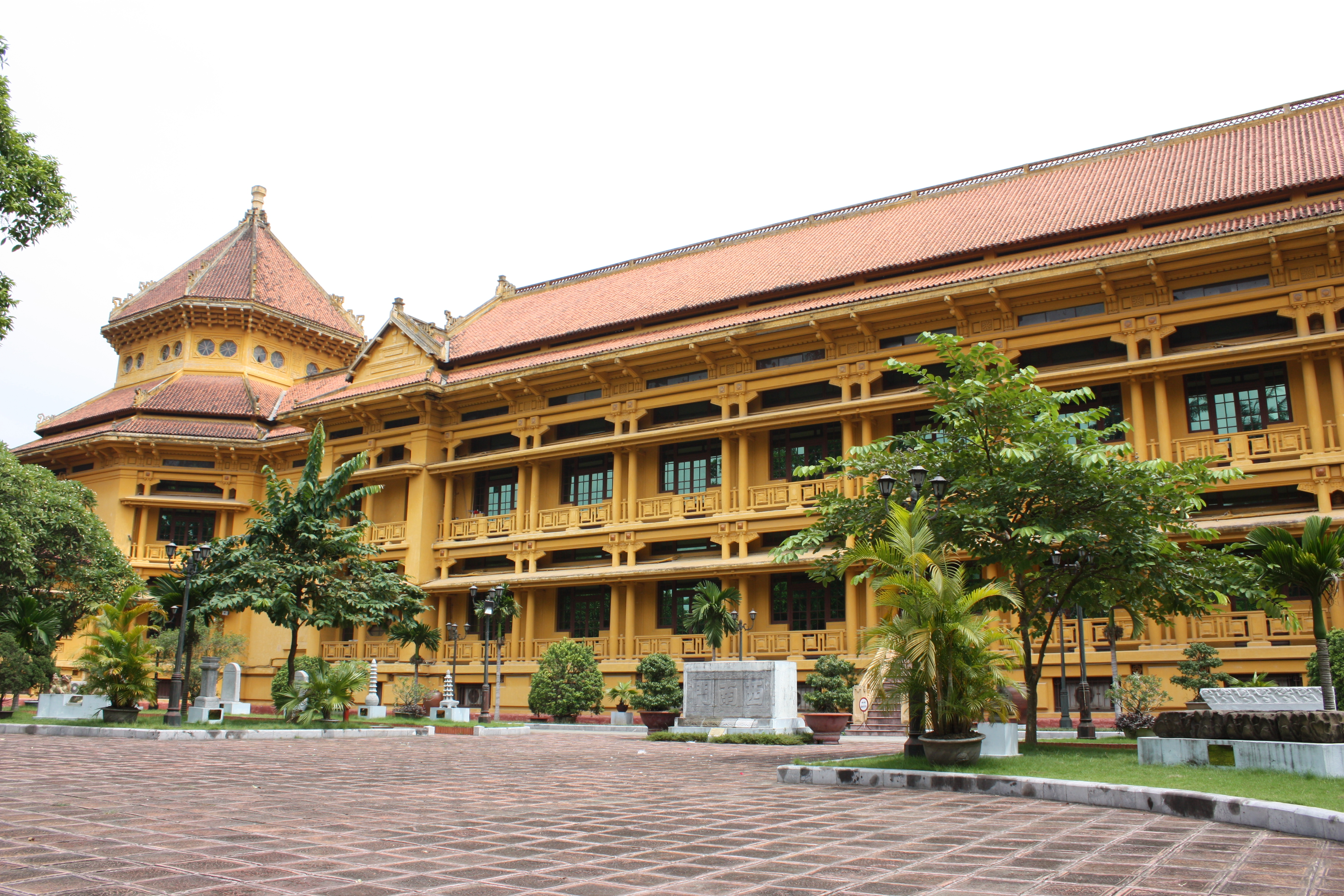
Musée national d'Histoire vietnamienne [5].
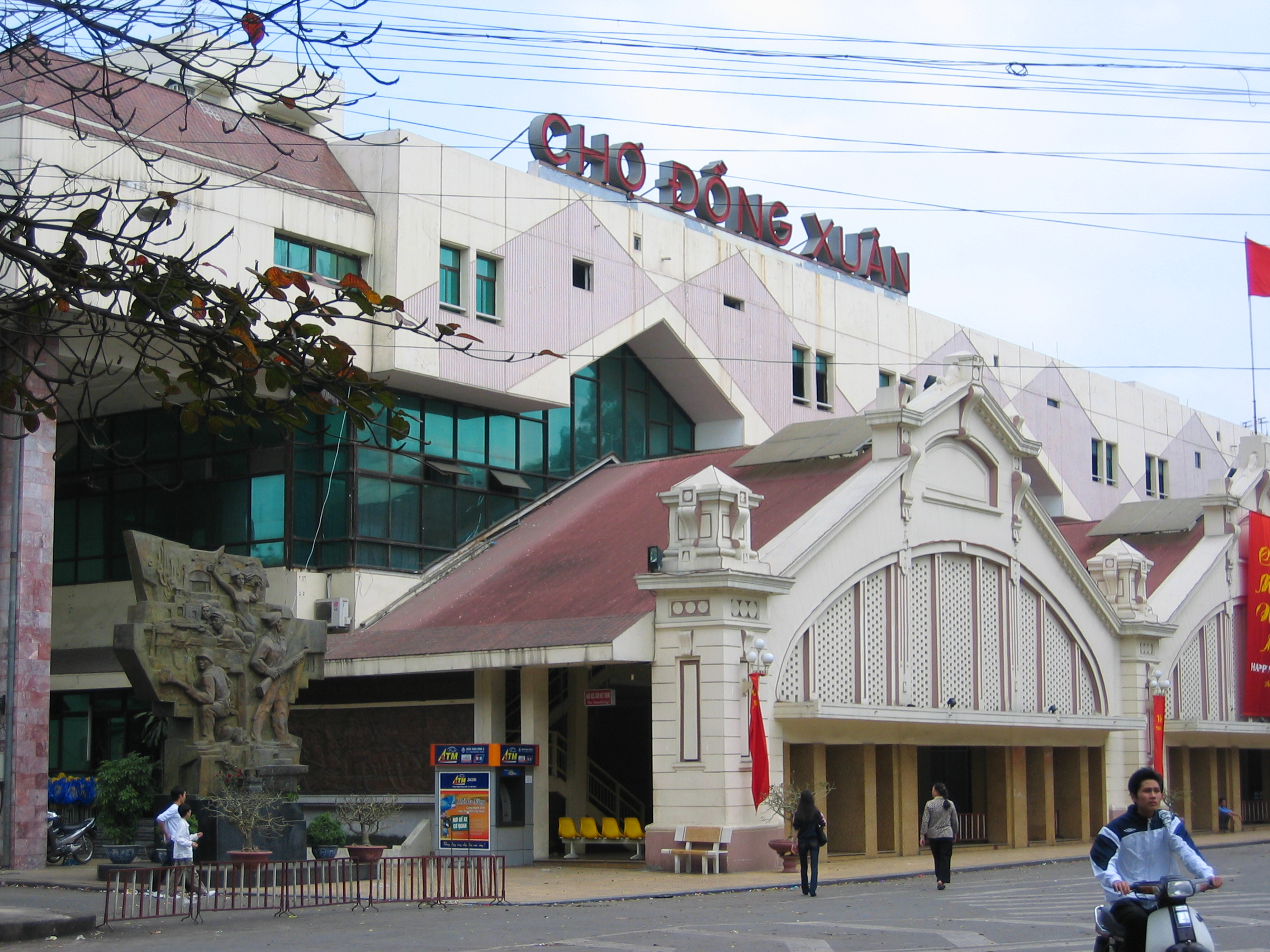
Marché Đồng Xuân.
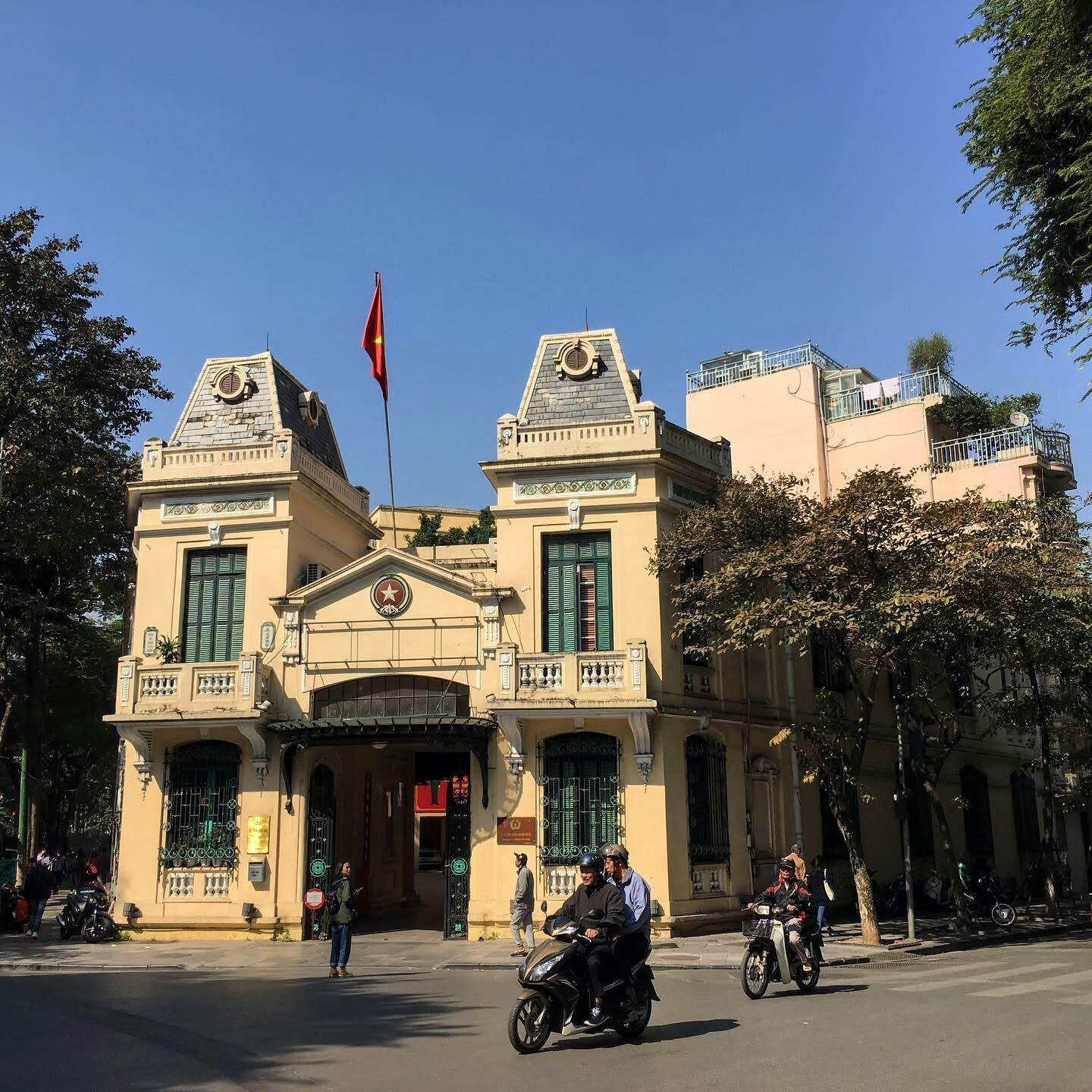
Un poste de police local dans un bâtiment colonial français.